# Düsterwalde
Düsterwalde war ein Ort im ostpreußischen Kreis Heiligenbeil. Seine Ortsstelle befindet sich heute im Bereich des Munizipalkreises Rajon Bagrationowsk (Stadtkreis Preußisch Eylau) in der russischen Oblast Kaliningrad (Gebiet Königsberg (Preußen)).

## Geographische Lage
Die Ortsstelle  Düsterwaldes liegt im südlichen Westen der Oblast Kaliningrad, 21 Kilometer nordöstlich der früheren Kreisstadt Heiligenbeil (russisch Mamonowo) bzw. 29 Kilometer nordwestlich der heutigen Rajonshauptstadt Bagrationowsk (deutsch Preußisch Eylau).

## Geschichte
Das seinerzeit Dusterwalde genannte Gutsdorf fand im Jahre 1427 seine erste Erwähnung. Nach 1427 hieß der Ort Düsterwaldt, nach 1620 Diesterwalde und nach 1785 Düsterwalde.
Im Jahre 1874 wurde der Gutsbezirk Düsterwalde ein Teil des neu errichteten Amtsbezirks Wesselshöfen (russisch Puschkino) im Kreis Heiligenbeil in Ostpreußen. 70 Einwohner zählte das Gutsdorf im Jahre 1910.
Am 30. September 1928 gab Düsterwalde seine Eigenständigkeit auf und schloss sich mit den Gutsbezirken Sperwienen und Wesselshöfen (russisch Puschkino) zur neuen Landgemeinde Wesselshöfen zusammen.
Von der Abtretung des gesamten nördlichen Ostpreußen an die Sowjetunion in Kriegsfolge 1945 war auch Düsterwalde betroffen. Es liegen allerdings für die Nachkriegszeit keine Belege vor, weder was eine russische Namengebung noch was eine Zuordnung zu einem Dorfsowjet anbetrifft. Der Ort findet keine Erwähnung mehr und gilt heute als untergegangen. Seine Ortsstelle liegt im Munizipalkreis Rajon Bagrationowsk (Stadtkreis Preußisch Eylau) in der Oblast Kaliningrad (Gebiet Königsberg (Preußen)) der Russischen Föderation.

## Religion
Düsterwalde war bis 1945 in das Kirchspiel der evangelischen Kirche Zinten (russisch Kornewo) in der Kirchenprovinz Ostpreußen der Kirche der Altpreußischen Union eingegliedert.

## Verkehr
Die nicht mehr zu erkennende Ortsstelle von Düsterwalde liegt westlich der Nebenstraße Kornewo (Zinten)–Laduschkin (Ludwigsort), mit einem Abzweig wenige Kilometer vor der Auffahrt zur Regionalstraße 27A-002 (ex  R 516, heutige E 28, frühere „Berlinka“).